# Chronik eines angekündigten Todes
Chronik eines angekündigten Todes (im Original Crónica de una muerte anunciada) ist ein Roman des kolumbianischen Schriftstellers Gabriel García Márquez. Er erschien erstmals 1981 in spanischer Sprache und wurde im selben Jahr ins Deutsche übersetzt. Der Roman spielt in verwandtem Umfeld zu demjenigen aus Hundert Jahre Einsamkeit; einige Personen finden in beiden Romanen zumindest intertextuelle Erwähnung.

## Inhalt
Die Handlung des Romans spielt innerhalb einer Nacht und eines Morgens in einem karibischen Dorf. Sie wird aus der Sicht eines nach 27 Jahren in das Dorf Zurückkehrenden erzählt.
Ein junger Mann, Santiago Nasar, wird mit Messerstichen getötet, wahrscheinlich ohne dass er weiß, warum. Außer ihm scheint es aber jeder andere zu wissen, denn seine Mörder machen keinen Hehl aus ihrer Absicht; allen scheint es unmöglich zu sein, dass Santiago Nasar noch nicht gewarnt wurde. Der omnipräsente Ich-Erzähler betreibt lange danach Recherchen und stellt die „Chronik“ zusammen.
Der Tag bricht mit der Gewissheit an, dass die Zwillingsbrüder Vicario den jungen Santiago Nasar ermorden werden, um die Ehre ihrer Schwester Ángela und der Familie wiederherzustellen. Ángela war in der Nacht von ihrem Bräutigam Bayardo San Román zurückgewiesen und zu ihren Eltern zurückgeschickt worden, da ihr die Jungfräulichkeit fehlte. Nasar wird von Ángela als der Verursacher dieses Umstandes genannt, ohne dass seine Verantwortlichkeit dafür im Buch letztlich aufgelöst würde; der Erzähler jedenfalls scheint sie zu bezweifeln.
Der Roman erzählt in dokumentarischer, fast journalistischer Genauigkeit die Umstände, in denen ein ganzes Dorf von der bevorstehenden Gewalttat weiß, aber niemand sie zu verhindern vermag, obwohl selbst die zukünftigen Täter mehr aus Pflichtbewusstsein als aus Überzeugung handeln, ja sogar regelrecht hoffen, dass jemand sie an der Tat hindern möge.

## Anregung
Der Roman beruht auf einer realen Begebenheit in einer Familie, die García Márquez bekannt war. Am Tag nach seiner Hochzeit in Sucre gab der Bräutigam seine Braut zurück, weil sie nicht mehr Jungfrau war. Sie hatte mit ihrem früheren Freund sexuelle Beziehungen gehabt, der darauf von ihren Brüdern verfolgt und ermordet wurde, um die Familienehre wiederherzustellen. Einige Veröffentlichungen vermuteten, dass García Márquez unmittelbarer Zeuge der Tat gewesen sei; er war zu dem Zeitpunkt aber nicht in Sucre.

## Verfilmungen
- Der Roman wurde 1987 von dem italienischen Regisseur Francesco Rosi mit Ornella Muti, dem noch unbekannten Rupert Everett und Anthony Delon (Sohn von Alain Delon) in den Hauptrollen unter gleichem Titel verfilmt.

- Außerdem existiert eine chinesische Adaption des Themas in Ein blutroter Morgen aus dem Jahr 1990.

## Sekundärliteratur
- Maria-Felicitas Herforth: Erläuterungen zu Gabriel García Márquez, Chronik eines angekündigten Todes. (= Königs Erläuterungen und Materialien. Band 477). C. Bange Verlag, Hollfeld 2008, ISBN 978-3-8044-1881-3.